# Wu-Tang Forever
Wu-Tang Forever è il secondo album ufficiale del collettivo newyorkese Wu-Tang Clan.
Uscito in doppio cd e quadruplo vinile, rappresenta il secondo pilastro (dopo il primo "Enter the Wu: 36 Chambers) su cui si basa l'intera filosofia Wu-Tang, con relative vendite straordinarie in tutto il globo.

## Il disco

### Sound
Costruito sulle esperienze sonore dei dischi solisti usciti in precedenza, precursori di diversi stili di produzione hip-hop, l'album presenta un largo uso di sintetizzatori e campionamenti. C'è un po' di Only Built 4 Cuban Linx... in The M.G.M., così come un ritorno alle sonorità di Tical su pezzi come Deadly Melody. RZA, produttore principale del gruppo, cede il posto ad altri musicisti della squadra, 4th Disciple, True Master ed Inspectah Deck. Inspectah Deck comincerà un'interessante carriera come produttore proprio con "Visionz", suo lavoro sull'album.

### Le liriche
La controparte rap di "Wu-Tang Forever" segue idee e pensieri più maturi rispetto al primo album del Wu-Tang Clan, merito anche degli insegnamenti della Five Percent Nation. Collaborazioni ridotte al minimo e vicine al marchio del Clan, tra le quali spiccano quelle con Cappadonna e Street Life. Compare anche la vocalist Tekitha, che sostituisce Blue Raspberry, "madrina" dei dischi precedenti.

## Risultati
Successo a livello mondiale con quattro dischi di platino, Wu-Tang Forever scala le prime posizioni delle classifiche canadesi e britanniche, vendendo 600 000 copie nella prima settimana e raggiungendo anche la vetta della Billboard 200.

## Tracklist

### Disco 1
1. Wu-Revolution
2. Reunited
3. For Heavens Sake
4. Cash Still Rules / Scary Hours - Still don't nothing move but the money
5. Visionz
6. As High As Wu-Tang Get
7. Severe Punishment
8. Older Gods
9. Maria
10. A Better Tomorrow
11. It's Yourz

### Disco 2
1. Intro
2. Triumph
3. Impossible
4. Little Ghetto Boys
5. Deadly Melody
6. The City
7. The Projects
8. Bells Of War
9. The M.G.M.
10. Dog Sh*t
11. Duck Seazon
12. Hellz Wind Staff
13. Heaterz
14. Black Shampoo
15. Second Coming
16. The Closing